# 백 익스텐션

지지를 위해 로마 의자를 사용하여 초확장이 수행됨

백 익스텐션(back extension) 또는 하이퍼익스텐션(hyperextension) 은 등(back)의 상부와 중부 뿐만 아니라 하부에도 효과가 있는 운동이며, 특히 척추기립근에 효과가 있다.
허리 근육 강화에 좋은 운동이지만 허리디스크를 앓고 있는 환자의 경우 이 운동이 오히려 디스크 증상일 악화시킬 수 있으므로 운동 중 통증이 느껴지면 중지해야 한다.